# Зоряна ніч над Роною

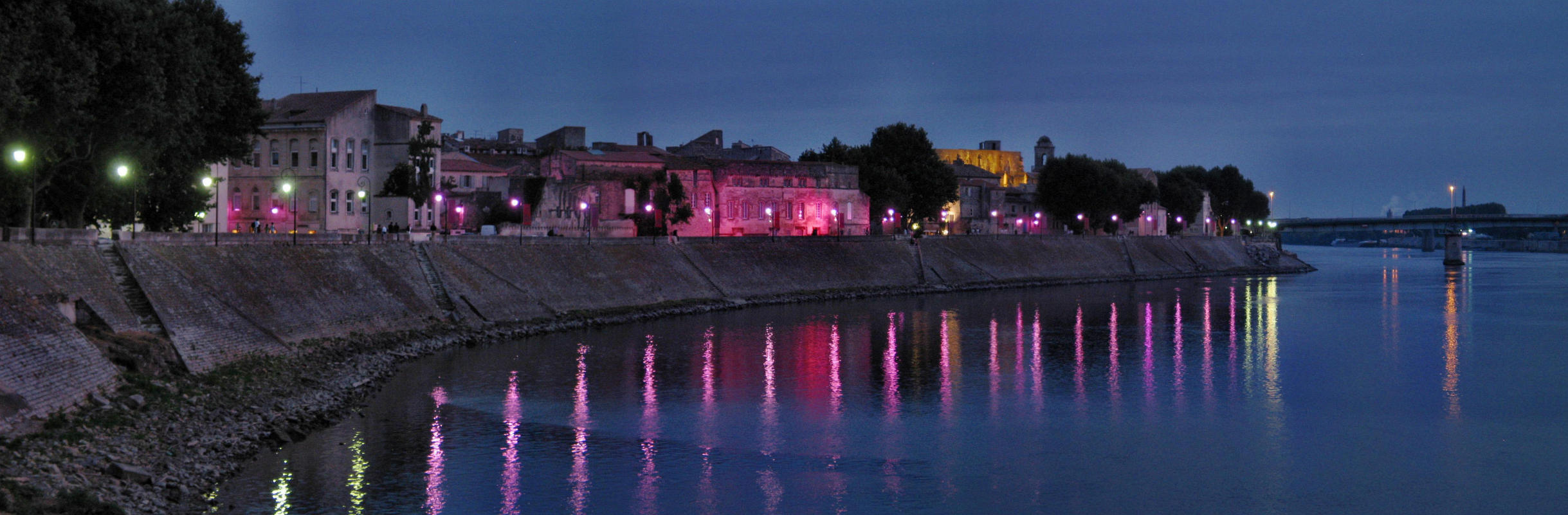
Вид на Рону в 2008

«Зоряна ніч над Роною» (фр. Nuit étoilée sur le Rhône) — картина нідерландського художника Вінсента ван Гога, написана навесні 1888 року. Полотно зображує нічний Арль, а саме місце на річці у двох хвилинах пішки від Жовтого будинку на площі Ламартен, який Ван Гог орендував деякий час. Нічне небо і ефекти зоряного світла і світла ліхтарів ріднять цю картину з іншими шедеврами художника — «Нічною терасою кафе» (написаною за місяць до роботи над «Зоряною ніччю над Роною») і більш пізньою «Зоряною ніччю».

## Історія
Начерк картини Ван Гог відправив разом з листом своєму другові Ежену Бошу 2 жовтня 1888 року.
Вперше полотно виставлялося в 1889 році на щорічній виставці Салону Незалежних художників в Парижі разом з картиною «Іриси». На експонування останньої наполягав Тео ван Гог, брат Вінсента.

## Опис твору
Ван Гог зобразив вид на набережну східного берега Рони, розташовану на вигині річки, прямо навпроти західного берега. Беручи свій початок на півночі, тут, в Арлі, в районі східної набережної, Рона повертає праворуч, оточуючи скелястий виступ, на якому розташований центр Арля.
Передній план картини вказує на важку переробку алла прима, щойно перша прописка була закінчена. Ескізи з листа, зроблені в той час, ґрунтувалися, найімовірніше, на первісній композиції.

### Кольори ночі
Малювання на пленері вночі зачаровувало Ван Гога. Вдало вибране положення, обране ним для «Зоряної ночі над Роною», дозволило йому захопити момент перетворення яскравого світла ліхтарів Арля в тьмяне мерехтіння синіх вод Рони. На передньому плані закохана пара прогулюється вздовж берега річки.
Зображення кольору мало першорядну важливість для Вінсента: навіть у листах до свого брата Тео він часто описує предмети за допомогою різних кольорів. Нічний живопис Ван Гога, включаючи «Зоряну ніч над Роною», підкреслює важливість, з якою він ставився до передачі в картинах виблискуючих відтінків нічного неба і штучного освітлення, що був у той час в новинку.